# Їндржих Станек
Їндржих Станек (чеськ. Jindřich Staněk, нар. 27 квітня 1996, Стракониці) — чеський футболіст, воротар празької «Славії» та національної збірної Чехії.

## Клубна кар'єра
Народився 27 квітня 1996 року в місті Стракониці. Вихованець юнацьких команд низки чаських футбольних клубів, а також академії англійського  «Евертона», в якій перебував у 2015-2016 роках.
У дорослому футболі дебютував 2017 року виступами за команду «Тржебич», в якій того року взяв участь у 14 матчах чемпіонату, після чого отримав місце в основній команді «Динамо» (Чеські Будейовиці), кольори якої захищав протягом 2017–2020 років.
2020 року уклав контракт з«Вікторією» (Пльзень), у складі якого провів наступні три роки своєї кар'єри гравця. З 2021 року був основним голкіпером команди.
На початку 2024 року став гравцем празької «Славії», де відразу ж отримав місце у стартовому складі.

## Виступи за збірні
2012 року дебютував у складі юнацької збірної Чехії (U-17), загалом на юнацькому рівні взяв участь у 14 іграх, пропустивши 2 голи.
Протягом 2017–2018 років залучався до складу молодіжної збірної Чехії. На молодіжному рівні зіграв у 8 офіційних матчах.
2021 року дебютував в офіційних матчах у складі національної збірної Чехії.

## Досягнення
- Чемпіон Чехії (2):

«Вікторія»: 2021-22
«Славія»: 2024-25